# Mark Williams
Mark Williams (født 22. august 1959) er en engelsk skuespiller, komiker, manuskriptforfatter og oplæser. Han er bedst kendt
som en af stjernerne i det populære BBC sketch show The Fast Show, samt som for sin rolle som Arthur Weasley i Harry Potter-filmene.

## Filmografi
- Privileged (1982)
- Out of Order (1987)
- High Season (1988)
- Alexei Sayle's Stuff (1988)
- Tumbledown (1989)
- Kinsey (1990)
- Merlin of the Crystal Cave (1991)
- The Smell of Reeves and Mortimer (1993)
- Prince of Jutland (1994)
- The Big Game (1995)
- Searching (1995)
- 101 Dalmatinere (1996)
- The Borrowers (1997)
- The Fast Show Live (1998)
- Shakespeare in Love (1998)
- Ted & Ralph (1998)
- Hunting Venus (1998)
- The Strangerers (2000)
- High Heels and Low Lifes (2000)
- Industrial Revelations (2002)
- Harry Potter og Hemmelighedernes Kammer (2002)
- Anita and Me (2002)
- Agent Cody Banks 2: Destination London (2004)
- Harry Potter og Fangen fra Azkaban (2004)
- Mark Williams on the Rails (2004)
- Harry Potter og Flammernes Pokal (2005)
- Mark Williams' Big Bangs (2006)
- A Cock and Bull Story (2006)
- Harry Potter og Fønixordenen (2007)
- Stardust (2007)
- A Room with a View (2007)
- Sense and Sensibility (2008)
- George Gently (2009)
- Agatha Christie's Miss Marple: Why Didn't They Ask Evans (2009)
- Harry Potter og Halvblodsprinsen (2009)

### TV-serier
- The Storyteller (1988)
- Red Dwarf (1988)
- Making Out (1990)
- KYTV (1990)
- Bottom (1991)
- Health and Efficiency (1994)
- The Fast Show (1994)
- Chef! (1994)
- Peak Practice (1995)
- The Canterbury Tales (1998)
- Doctor Who (2012)
- Fader Brown (2013 - )